# يهوذا بن يعقوب
يهوذا بن يعقوب (بالعبرية: יהודה يهودة) هو أحد أبناء النبي يعقوب (إسرائيل) الاثنا عشر، واسم والدته هو ليئة بنت لابان. ومعناه الحرفي حسب قاموس سترونج العبري: المشهور أو المفروح به، وهو من المعاني المتعلقة بالحمد والشكر. وسميت باسمه الديانة اليهودية حيث أن يهوذا بن يعقوب هو جد الأنبياء داود وسليمان ويسوع المسيح.
علماً أنه كان ليعقوب (ولقبه إسرائيل) اثنا عشر ولداً ذكراً (من بينهم يوسف) وابنة واحدة هي دينة. وهؤلاء الأبناء الاثنا عشر يدعون بني إسرائيل.

## ذريته
يهوذا بن يعقوب هو جد الأنبياء داود وسليمان ويسوع المسيح.

## إخوته
إخوته هم أولاد النبي يعقوب (إسرائيل) ويُدعَون بني إسرائيل وهم:
- النبي يوسف وبنيامين وأمهما: راحيل بنت لابان وهي ابنة خال يعقوب.
- روبين وهو أكبر أبنائه ويهودة ولاوي وشمعون وزبولون وياساكر وبنتاً واحدة اسمها دينة وأمهم: ليئة بنت لابان وهي أخت راحيل وابنة خال يعقوب.
- دان ونفتالي وأمهما: بلهة.
- جاد وعشير وأمهما: زلفة.